# Hrabstwo Heard

Piramida wieku hrabstwa

Heard – hrabstwo w zachodniej części stanu Georgia w Stanach Zjednoczonych. Jego siedzibą administracyjną jest Franklin. Należy do obszaru metropolitalnego Atlanty.

## Geografia
Według spisu z 2010 roku obszar całkowity hrabstwa obejmuje powierzchnię 301,08 mil2 (780 km²), z czego 296,03 mil2 (767 km²) stanowią lądy, a 5,06 mil2 (13 km²) stanowią wody. 

### Miejscowości
- Centralhatchee
- Ephesus
- Franklin

### Sąsiednie hrabstwa
- Hrabstwo Carroll (północ)
- Hrabstwo Coweta (wschód)
- Hrabstwo Troup (południe)
- Hrabstwo Randolph, Alabama (zachód)

## Demografia
Według spisu w 2020 roku liczy 11,4 tys. mieszkańców, w tym 84,2% stanowiły osoby białe nielatynoskie, 10% to Afroamerykanie lub czarnoskórzy i 3% to Latynosi.

## Polityka
Hrabstwo jest bardzo silnie republikańskie, gdzie w wyborach prezydenckich w 2020 roku, 83,8% głosów otrzymał Donald Trump i 15,3% przypadło dla Joe Bidena. 